# إميليو ميندوجني
إميليو ميندوجني (بالإيطالية: Emilio Mendogni)‏ كان متسابق دراجات نارية إيطالي. نافس في سباقات بطولة العالم لفئة 500 سي سي ولفئة 250 سي سي ولفئة 125 سي سي ولفئة 50 سي سي.